# Pałac w Sieniawie
Pałac w Sieniawie – zbudowany przez hetmana wielkiego koronnego Adama Mikołaja Sieniawskiego na początku XVIII w. Dzisiejszy wygląd uzyskał podczas przebudowy z lat 1881–1883 dokonanej przez Czartoryskich.
W latach 1664–1680 obok terenu  dzisiejszego parku i pałacu Mikołaj Hieronim Sieniawski zaczął urządzać fortecę o charakterze obronnym. Miała ona plan kwadratu z czterema ziemnymi bastionami w narożnikach. Istniał również niezidentyfikowany dziś drewniany dwór mieszkalny.
Na początku XVIII w. syn założyciela – Adam Mikołaj Sieniawski założył tu park i wybudował w latach 1718–1720 pomarańczarnię. Po przebudowie pomarańczarnię zaczęto nazywać od 1726 r. pałacem letnim. Do końca XVIII w. pałacyk był przebudowywany co najmniej trzykrotnie. W początkach XIX w. jego wygląd opisał Leon Dembowski w dziełku „W moich wspomnieniach” następująco: pałac sieniawski był murowany, bez piętra i zawierał wtedy oprócz ogromnej sieni jeden duży salon i kilka pokojów, stanowiących mieszkanie księstwa; w sieni ustawiono ogromne organy, w sieni tej pospolicie jadano. W salonie kilka karykatur angielskich i mnóstwo sztychów, wyobrażających waleczne czyny wojska austriackiego w kampanii z Francuzami, stanowiły jedyne ozdoby. W jednym z kątów umieszczony był bilard. Właścicielami pałacu byli już wówczas Czartoryscy.

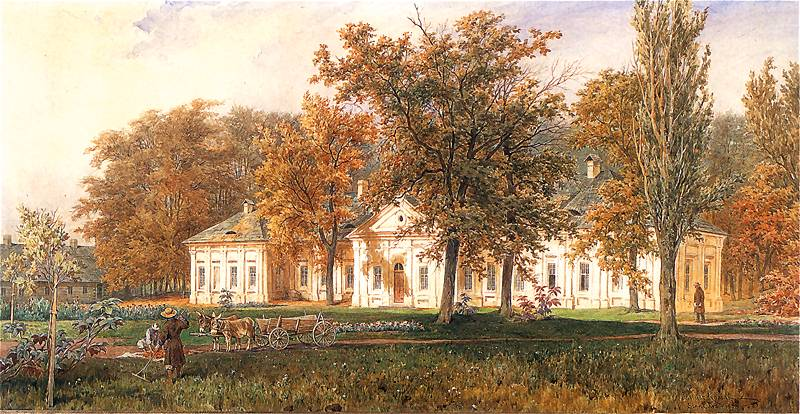
Pałac przed przebudową - Juliusz Kossak

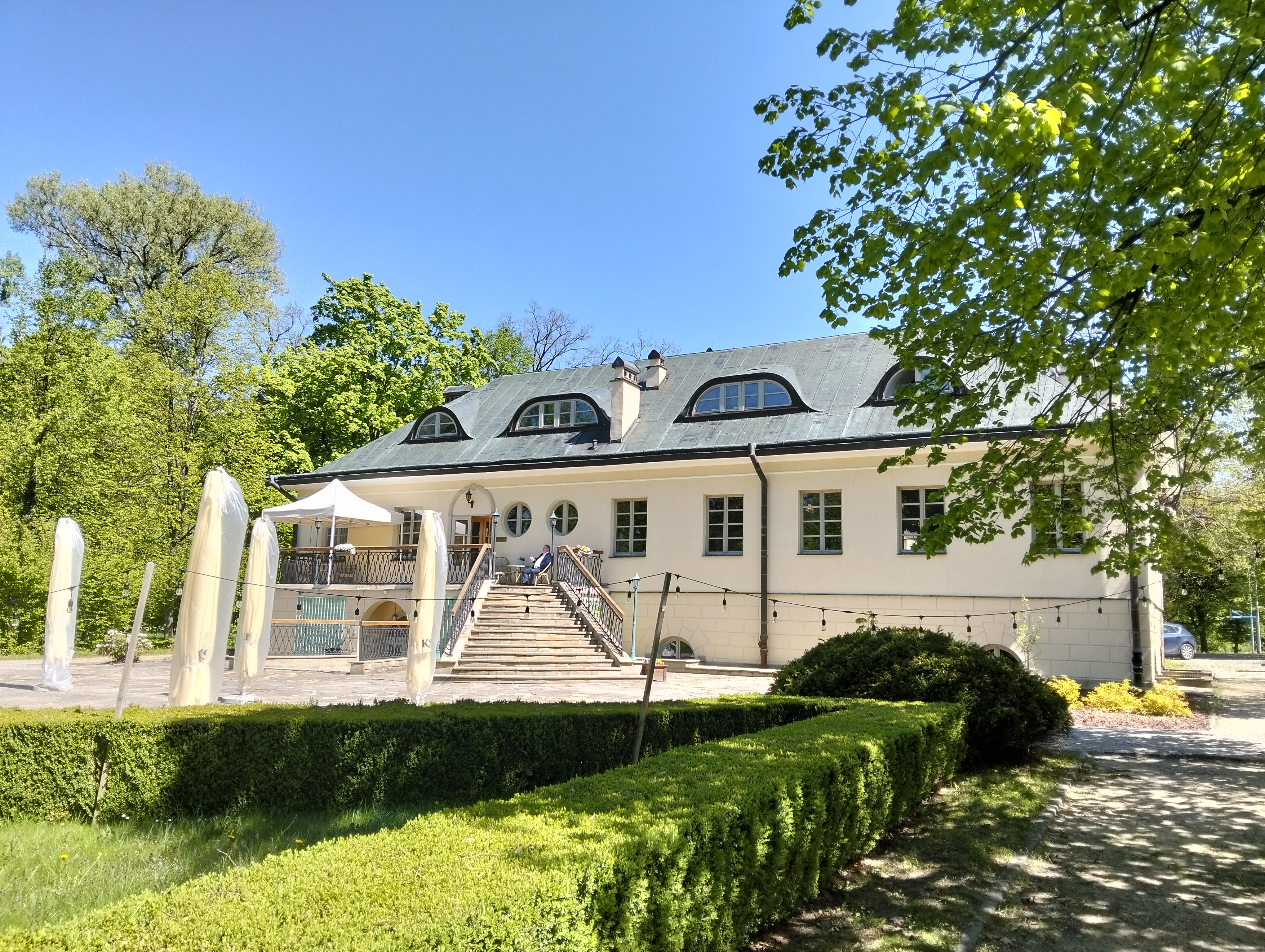
Oficyna (obecnie restauracja)

W latach 1881–1883 dokonano przebudowy według projektu Bolesława Podczaszyńskiego. Nad oboma skrzydłami dobudowane zostały piętra i pałac uzyskał zachowany do dziś wygląd i późnobarokowy charakter. Miał 36 pomieszczeń i kubaturę 2088 m³.
W czasie I wojny światowej ordynat sieniawski książę Adam Ludwik Czartoryski oddał pomieszczenia pałacu na szpital polowy dla zakaźnie chorych austriackich żołnierzy. Pałac uległ zniszczeniu. Dokonano tylko prowizorycznego zabezpieczenia a książę zamieszkał po wojnie w drewnianym dworku obok. Pod koniec lat trzydziestych XX w. książę August Czartoryski rozpoczął remont pałacu, przerwała go jednak II wojna światowa.
Największe znaczenie miał pałac w XIX w. gdy był jedną z głównych siedzib Czartoryskich. Zaczął odgrywać rolę jednego z centrów galicyjskiego życia politycznego, umysłowego i kulturalnego. Gościł tu Julian Ursyn Niemcewicz, Tadeusz Kościuszko. Od 1817 r. przez 5 lat przebywał tu głuchoniemy Franciszek Ksawery Prek i tu rozpoczęła się jego kariera malarska. Bywał car Aleksander I. Juliusz Kossak na pamiątkę wizyty pozostawił namalowany przez siebie wizerunek pałacu.
Pomimo zasług Czartoryskich jako mecenasów i kolekcjonerów sztuki, w Sieniawie nie było zbyt bogatych zbiorów. Ściany pałacu były ozdobione portretami Sieniawskich, Czartoryskich, Poniatowskich. Przechowywano tu atrybuowany Norblinowi cykl miniatur ilustrujących „Metamorfozy” Owidiusza. Pokoje umeblowane były wartościowymi meblami. Według wykazu z 1914 r. były to m.in. dwie szafy gdańskie, skrzynie gdańskie, 6 foteli krytych kurdybanem, 24 krzesła inkrustowane kością słoniową.
Aż do lat osiemdziesiątych XX w. pałac nie miał gospodarza. Tkwił w ruinie, był okradany. Dopiero nowy właściciel, przedsiębiorstwo „Igloopol” wyremontował a właściwie odbudował konstrukcję pałacu w latach osiemdziesiątych. W latach dziewięćdziesiątych XX w. pałac stał się własnością AWRSP, która doprowadziła pałac i otaczający go park oraz budynki towarzyszące do obecnego stanu. W 2018, dzięki zakupowi przez Ministerstwo Kultury i Dziedzictwa Narodowego kolekcji Czartoryskich, właścicielem nieruchomości pozostał Skarb Państwa, zaś zespół będzie, jak dotychczas, w dyspozycji KOWR (dawniej AWRSK / ANR).
Obecnie w pałacu mieści się hotel z restauracją w oficynie dworskiej. Jest też miejscem licznych spotkań i konferencji.
W roku 2024 w parku przypałacowym archeolodzy i poszukiwacze odkryli zakopany w glebie skarb złożony z wykonanych ze srebra cukiernicy, szkatuły i zestawu 6 łyżek stołowych oraz sześciu łyżeczek. Oba pojemniki posiadają zdobienia, na jednym z nich są herby, a na łyżkach monogramy. Wstępne badania sugerują, że zabytki te powstały w II poł. XVIII w. i mogą być dziełem augsburgskiego złotnika tworzącego w stylu rokokowym Gottlieba Satzgera. Miejsce znalezienia i herby oraz monogramy sugerują, że naczynia i sztućce były własnością Czartoryskich. Data i okoliczności ukrycia skarbu w momencie publikacji informacji o znalezisku pozostawały nieznane. 
W alkowie pałacu pozostawał zamurowany w latach 1832–1840 obraz Dama z gronostajem autorstwa Leonarda da Vinci. Po powstaniu styczniowym ewakuowała go tam z zaboru rosyjskiego (z Puław) Izabela Czartoryska w obawie przed represjami carskimi. 25 sierpnia 1939 obraz, wraz z innymi elementami kolekcji Czartoryskich (m.in. Portretem młodzieńca Rafaela i Krajobrazem z miłosiernym Samarytaninem Rembrandta), trafił ponownie do Sieniawy. Tym razem Augustyn Czartoryski zamurował go w piwnicach oficyny pałacowej (obecnie restauracja). W połowie września 1939 kolekcję odnaleźli, częściowo zdewastowali i wywieźli Niemcy. 